# Mycetophila pseudopellucida
Mycetophila pseudopellucida är en tvåvingeart som beskrevs av Duret 1981. Mycetophila pseudopellucida ingår i släktet Mycetophila och familjen svampmyggor. Inga underarter finns listade i Catalogue of Life.